# ウミベミンク
ウミベミンク（海辺みんく、学名：Neovison macrodon）は、食肉目（ネコ目）で最大のイタチ科に属し、北米の東海岸に生息していたミンクの近年の絶滅種。ミンク（Neovison vison、以下アメリカミンクと呼ぶ）に最も近縁だったが、ウミベミンクはアメリカミンクの亜種（その場合は学名がNeovison vison macrodonとなる）とみなされるべきか独自の種とみなされるべきかどうかについての議論が続いている。別種とされる主な理由は、2種のミンクの間の体長の違いだが、赤い毛皮のような他の特徴でも区別される。唯一知られている遺骸は、アメリカ先住民の貝塚から出土した骨片のみである。実際の体長は、主に遺された歯に基づいた推測値である。
ウミベミンクは、絶滅後の1903年に初めて記載された。外観や習慣に関する情報は、推測や毛皮商人やアメリカ先住民が作成した記録からのものである。アメリカミンクより海生の傾向が強いが、似た行動をしていた可能性があり、おそらく縄張りを維持し、多夫多妻性で、同じような食生活をしていたということになる。おそらくニューイングランドと沿海州の海岸に生息していたと思われるが、最終氷期にはさらに南下していたかもしれない。逆に、その生息域はニューイングランド沿岸、特にメイン湾かその近くの島々だけに限定されていたのかもしれない。ミンクの中で最大のウミベミンクは毛皮商人に好まれ、19世紀後半から20世紀初頭に絶滅した。

## 分類と語源

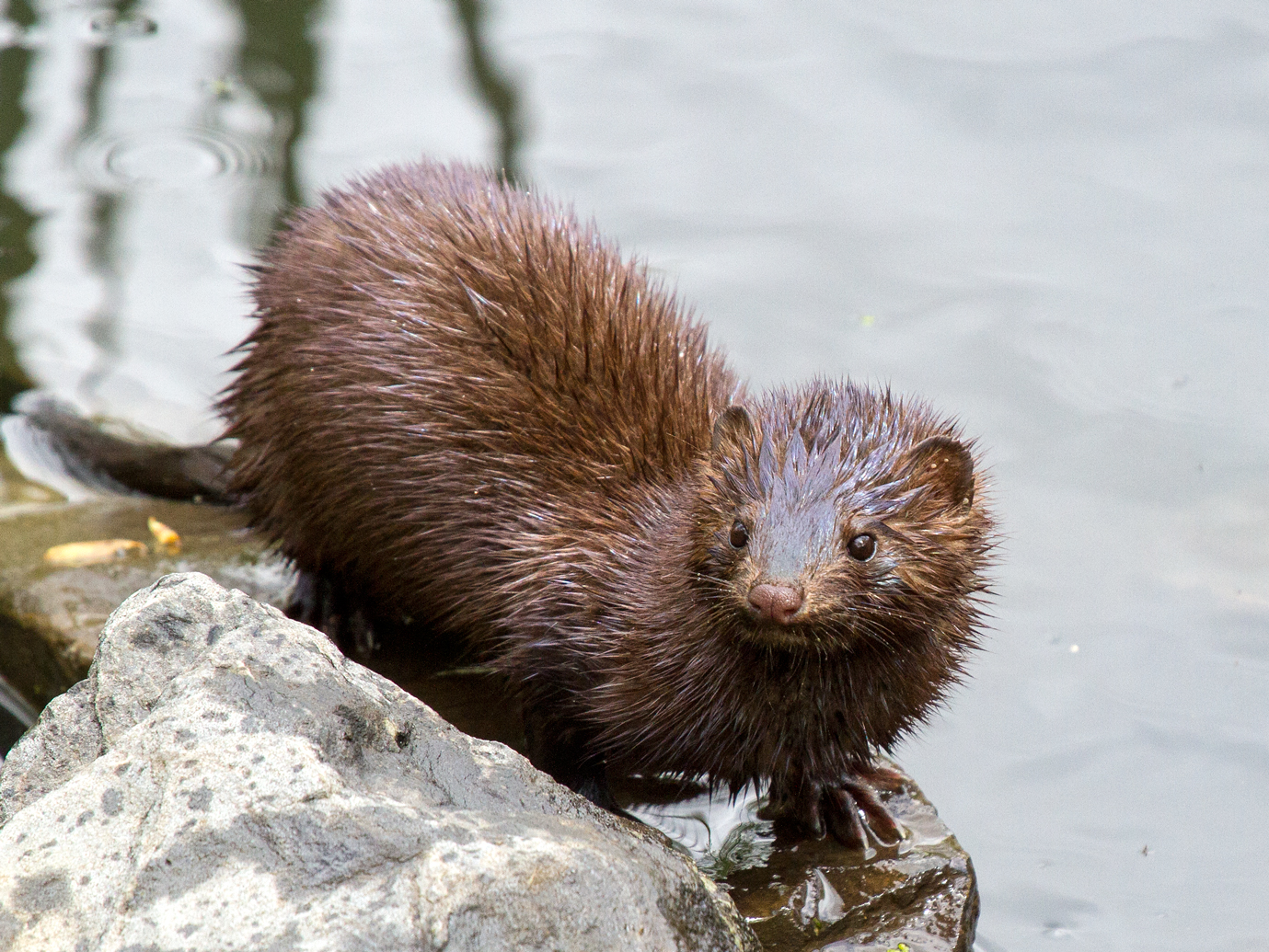
近縁種のアメリカミンク (Neovison vison)

ウミベミンクは、絶滅後の1903年に、医学博士で鳥類学者のダニエル・ウェブスター・プレンティス (Daniel Webster Prentiss)によって、アメリカミンクとは異なるLutreola macrodonとして初めて記載された。プレンティスは、ニューイングランドのアメリカ先住民の貝塚から回収された頭蓋骨の断片に基づいて記載している。ウミベミンクの遺体は、そのほとんどが頭蓋骨の断片であるが、完全な標本は発見されていない。
ウミベミンクが独立種なのか、それともアメリカミンクの亜種なのかについては議論が起きている。ウミベミンクは亜種であると主張する人たちは、しばしばNeovison vison macrodonと呼んでいる。1911年にアメリカの古生物学者フレデリック・ブルースター・ルーミスが行った研究では、アメリカミンクとウミベミンクの違いはあまりにも微細で、後者を別種として分類するには不十分であると結論付け、Lutreola vison antiquusと命名した。ミード (Mead)らによる2000年の研究では、最大のウミベミンクの標本の大きさの範囲はアメリカミンクのそれを超えており、それによって別の種になっていると主張し、ルーミスに反論した。しかし、グレイアム (Graham)による2001年の研究では、この大きさの違いはウミベミンクを独自の種として分類するには不十分であり、亜種とみなすべきだと結論づけた。グレイアムは、この大きさの違いは環境要因によるものではないかと推測した。さらに、ミードは、小型のミンクをアメリカミンクとし、アメリカミンクの範囲外の大型のミンクをウミベミンクとしていたと報告しているが、これは、すべての標本がウミベミンクであり、大型のものをオス、小型のものをメスとする性的二形性の場合であった可能性がある。2007年の研究では、ウミベミンクとアメリカミンクの歯型を比較し、両者は2つの別種と見なすのに十分な違いがあると結論づけている。
ミンクの分類は2000年に改訂され、その結果、ウミベミンクとアメリカミンクのみを含むミンク属 (Neovison) が新設された。以前は、両方のミンクがイタチ属 (Mustela) に分類されていた。種名のmacrodonは「大きな歯」を意味する。（ウミベミンクは別種ではないと主張する動物学者のリチャード・マンヴィル (Richard Manville)によると、その近縁の亜種は同じくニューイングランド地方に生息するcommon mink (N. v. mink)であるという。）
その後、分子系統解析から、コロンビアイタチ Neogale felipei、アマゾンイタチ Neogale africana、オナガオコジョ Neogale frenataがミンク属と単系統群を成すとして、これらの種がイタチ属から「新」ミンク属（Neogale）に移された。
ウミベミンクを狩った毛皮商人たちは、この種にwater marten（水の貂）、red otter（赤い獺）、fisher cat（漁師猫）などの様々な名前をつけた。おそらくこの種の最初の記載は、1500年代後半にハンフリー・ギルバート卿が「グレイハウンドのような魚」としたのが始まりで、これは海への親和性と、グレイハウンドに似た体形と歩き方に言及したものである。フィッシャー (Pekania pennanti)は、毛皮商人の間では"fisher"としても知られていたウミベミンクと間違えて識別されたことから、その名がついた可能性がある。アベナキ族のインディアンは「濡れたもの」を意味する"mousebeysoo"と呼んでいた。本種は、常に毛皮商人によって海岸近くで発見されたので、"sea mink"と名付けられ、その後、アメリカミンクはしばしば"wood mink"と呼ばれていた。

## 生息域
ウミベミンクは、19世紀後半から20世紀初頭に絶滅するまで、ニューイングランドや沿海州最南端の海岸周辺の岩場に生息していた海洋哺乳類である。ほとんどのウミベミンクの遺骸は、メイン湾岸で発掘されている。一時はコネチカット州やロードアイランド州にも生息していたと推測されているが、一般的にはメイン湾内のファンディ湾沿岸で捕獲されており、以前はノバスコシア州南西岸にも生息していたと言われている。異常に大きなミンクの毛皮がノバスコシア州から定期的に採取されているという報告があった。マサチューセッツ州ミドルボロウで出土した標本の骨は、塩水域から19km（12mi）離れたところにあり、約4300±300年前のものと年代測定されている。ウミベミンクは川を遡上してこの地域に到達したのかもしれないし、ネイティブアメリカンがこの地域に連れてきたのかもしれない。メイン州のカスコ湾とマサチューセッツ州南東部の間では、他のミンクの遺体が発見されていないため、後者の可能性が高い。カナダでもウミベミンクの骨が出土しているが、メイン湾からアメリカ先住民によって運ばれてきた可能性がある。メイン州のダウン・イースト地域の険しい海岸線は、彼らの生息域の最北端を決める障壁となった可能性がある。ミードは、アメリカミンクだけが本土に生息し、ウミベミンクは海岸沖の島々に限り生息していたと結論付けた。もしこれが事実ならば、本土で発見されたすべての遺体は運ばれてきたことになる。グレイアムはこの仮説に異議を唱え、すべてのウミベミンクの標本が一つの個体群に由来するとは考えにくいと述べた。
1万2000年前の最終氷期には、ウミベミンクの生息域はメイン湾の南側に広がっていたかもしれない。当時のメイン州は氷河に覆われていたため、そこで進化した可能性もあるが、最古の標本は約5000年前までしかさかのぼれない（これは海面上昇を原因としているのかもしれない。すなわち、もっと古いウミベミンクの遺体は海面下に水没しているのである）。あるいは、最終氷期の後に進化し、新しい生態系のニッチを埋めたのかもしれない。

## 記載

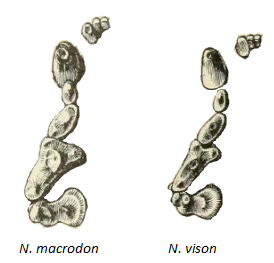
ウミベミンクの上顎の歯列（左）とアメリカミンクの歯列（右）

ウミベミンクは断片的な遺体からしか記載されていないため、その外観や行動は十分に文書化されていない。その近縁種や毛皮商人やアメリカ先住民の記述から、この動物の外観と生態学的な役割についての一般的な考えが得られている。ニューイングランド/大西洋カナダ地域のネイティブアメリカンの記録によると、ウミベミンクはアメリカミンクよりも太った体をしていたと報告されている。ウミベミンクは独特の魚臭い匂いを発し、毛皮はアメリカミンクよりも粗くて赤いと言われている。博物学者のジョゼフ・バンクスは1776年にベルアイル海峡で本種に遭遇し、キツネより少し大きく、足が長く、尻尾が長く先細りでグレイハウンドに似ていると表現している。
ウミベミンクはミンクの中で最大のものであった。ウミベミンクの骨格の断片的な遺物しか存在しないため、その外形寸法のほとんどは推測であり、歯の測定値だけに頼っている。1929年、野生動物作家であるアーネスト・トンプソン・シートンは、この動物の推定寸法は頭から尾まで91.4cmで、尾の長さは25.4cmであると結論づけた。1894年にコネチカット州で採集されたウミベミンクの標本は、頭から尾まで72cm、尾の長さは25.4cmであった。1996年の研究では、この個体は大型のアメリカミンクか雑種の可能性があるとされている。この標本は赤焼けした粗い毛皮を持つと記載されたが、経年によりそのほとんどが色あせてしまった可能性が高い。被毛は尾部と後肢が最も濃く、前腕の間に5×1.5cmの白い斑点があった。左前腕と鼠径部にも白い斑点があった。

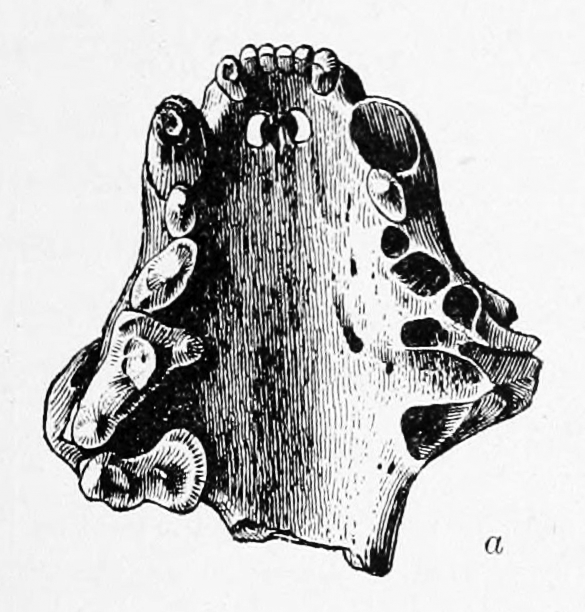
模式標本の頭蓋骨の口蓋面

模式標本は、1897年にプレンティスと生物学者のフレデリック・トゥルーがメイン州ブルックリンで採取したもので、上顎骨、鼻骨の一部と口蓋からなる。口蓋の右側の歯は完全に残り、左側には数本の切歯と一本の小臼歯が残る。犬歯が欠けている以外はすべて良好な状態である。Alaskan mink (N. v. nesolestes) の最後の切歯から第一大臼歯までの平均距離が2.8cmであるのに対し、本種の模式標本では3cmであることから、Alaskan minkよりも大きいことがわかる。鼻骨は急な隆起を持ち、裂肉歯と歯茎との角度はCommon mink (N. v. mink) よりも鋭くなっている。
これらのミンクは大きくがっしりしており、低い矢状稜と短く広い後眼窩突起（眼窩の後ろにある前頭骨の突起）を持っていた。事実、頭蓋骨の最も顕著な特徴はその大きさであり、他のミンク種よりも明らかに大きく、幅広い吻部、大きな鼻孔開口部、大きな眼窩下孔（眼窩の前にある頭蓋骨の開口部）、大きな歯を持っていた。アメリカミンクの中で現存する最大の亜種であるAlaskan mink（N. v. nesolestes）は、メイン湾に生息環境が似ているアラスカのアレキサンダー諸島に生息していることから、この大型化は沿岸環境に対応したものと考えられる。ミードは、本種の生息域は沿岸の島々に限られていると結論づけ、その大きさは島嶼巨大化によるものではないかと示唆した。イタチ亜科のほとんどすべての種が性的二形を示すので、オスのウミベミンクはメスのウミベミンクよりも大きかったのだろう。ウミベミンクの広い裂肉歯と鈍い裂肉歯縁は、硬い貝殻をアメリカミンクの歯より頻繁に粉砕していたことを示唆している。

## 行動

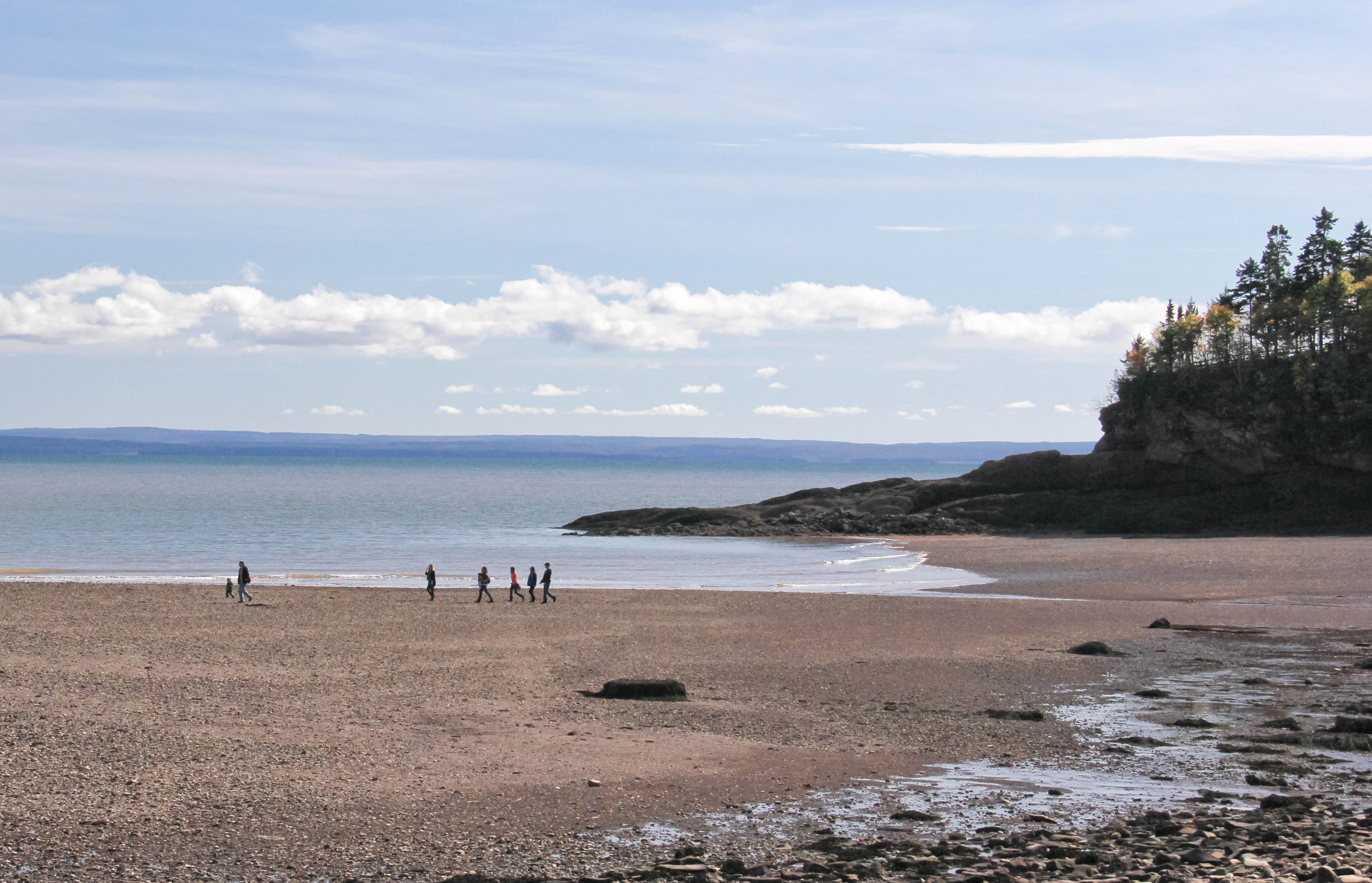
ウミベミンクはメイン湾の潮間帯の捕食者だった。

ウミベミンクは沿岸海域に生息する真の海洋種ではないが、他のイタチ上科の種と比較して非常に水棲性が強く、カワウソに次いでこの分類群の中で最も水棲性の高い種である。海洋性哺乳類の種は生態系の中で大きな役割を果たすことが多いため、ウミベミンクは潮間帯の重要な捕食者であった可能性がある。ウミベミンクの食生活はアメリカミンクに似て、海鳥やその卵、体の硬い海洋無脊椎動物を、高い割合で食べていたのかもしれない。魚介類指向の食性が体格の大型化の原因となった可能性がある。巣の周辺ではツノナガカジカとZoarces americanusの遺体が最も多く、ニワノオウシュウマイマイも餌の一つだったと報告されている。
毛皮商人によると、ウミベミンクは夜行性で、昼間は洞窟や岩の隙間に住んでいたという。巣は2つの入り口があり、波によって積み上げられた岩の中に作られていたといわれている。他のミンクと同じように、個々のウミベミンクは縄張りを維持していた可能性があり、オスの方が大きく、より多くの食料を必要としていたので、オスはより大きな縄張りを主張していたのかもしれない。同様に、サイズが大きかったため、オスはメスよりも大きな獲物を狙うことができ、交尾期にはメスを守らなければならなかったかもしれない。他のイタチのように、ウミベミンクは、おそらく両性が複数の個体と交尾する多夫多妻制だった。アメリカミンクとウミベミンクの生息域は重複していたため、互いに交配していた可能性がある。

## 乱獲と絶滅

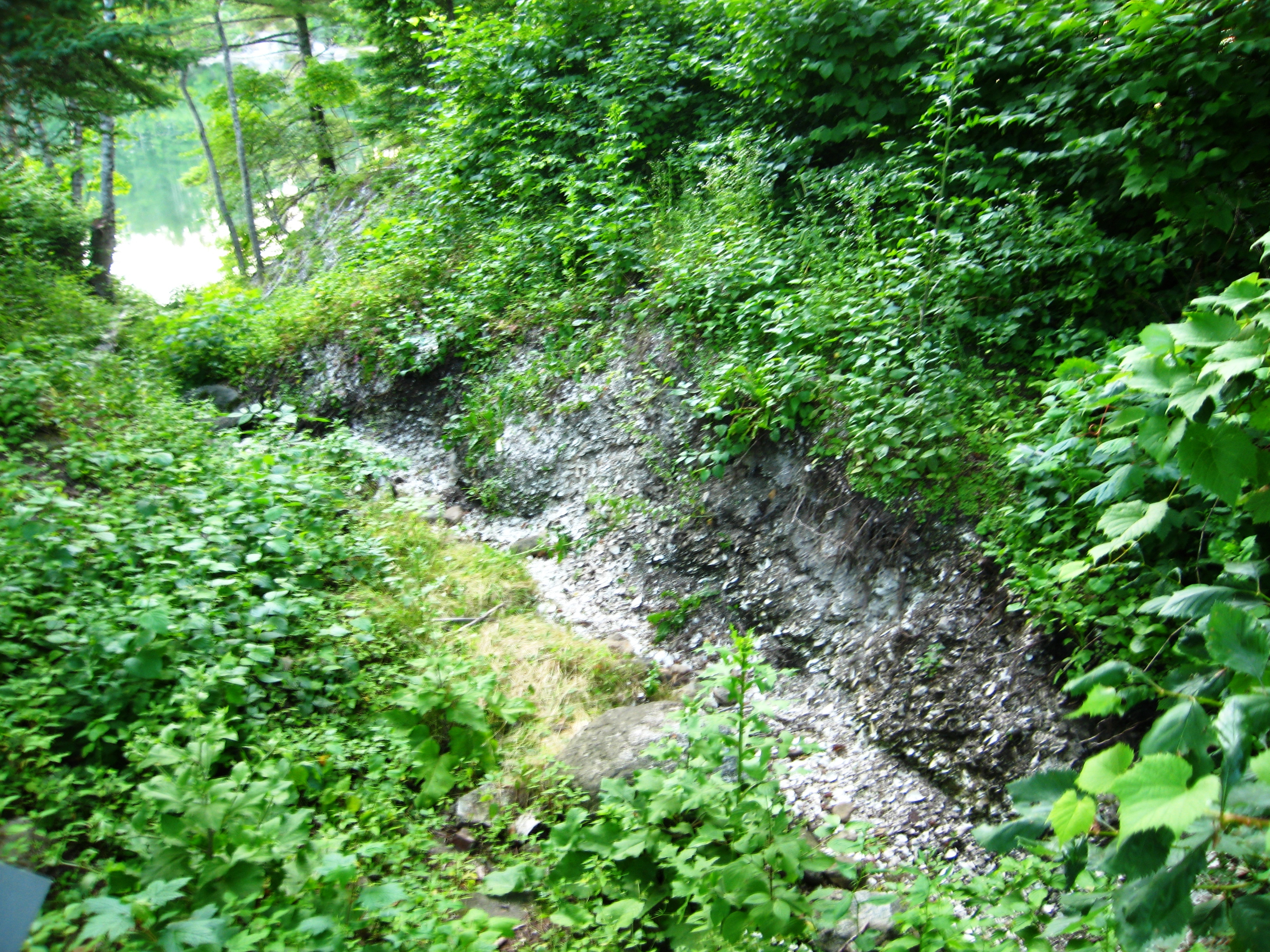
メインの貝塚

ウミベミンクは、体長が大きいため内陸部に棲むミンクの他の種よりも毛皮商人によって好んで追求された。毛皮貿易の規制がなかったことは最終的に、1860年から1920年の間に起こったと考えられている絶滅につながった。1860年以降、ウミベミンクはめったに見られなくなった。ウミベミンクの最後の2つの殺害記録は、1880年のメイン州ジョーンズポート付近でなされたものと、1894年のニューブランズウィック州カンポベロ島でなされたものであるが、1894年の記録は大型のアメリカミンクを誤認したものと推測されている。毛皮商人はウミベミンクを捕まえるために罠を仕掛けたり、犬を使って追いかけたりしていたが、捕まることはほとんどなかった。ウミベミンクが岩棚の小さな穴に逃げ込んだ場合は、シャベルやバールを使って猟師が掘り出した。猟師の手の届かないところにいた場合は、撃たれて、鉄の棒の先にネジが付いているものを使って回収された。隠れていた場合は、煙でいぶして窒息死させた。ミンクの夜行性の行動は、昼間に狩りをする毛皮商人の圧力が原因だったのかもしれない。
貝塚で発見された脳頭蓋は割れており、多くの骨には切り傷が見られることから、アメリカ先住民は食料を求めてウミベミンク狩りをしていたのではないかと推測され、おそらくは交易や儀式のためにも狩りをしていたのではないかと考えられている。ペノブスコット湾の貝塚の遺物を調査したある研究では、ウミベミンクの頭蓋骨が無傷で、他の動物よりも多く発見されていることが報告されており、特別にそこに置かれていたことを示唆している。メスよりもオスの方が多く採集されていた。